# Frumoasa și bestia (film din 1946)
Frumoasa și bestia (în franceză La Belle et la Bête) este un film francez din 1946 regizat de Jean Cocteau, cu Jean Marais și Josette Day.

## Informații
- Titlu: La Belle et la Bête
- Durata: 96 min.
- Regizor: Jean Cocteau
- Muzică: Georges Auric
- Premiera: 29 octombrie 1946 (Franța); 23 decembrie 1947 (Statele Unite ale Americii)

## Sinopsis
Un negustor urmează să plătească cu viața pentru vina de a fi cules un trandafir din gradina Bestiei, un monstru cu trup de om și chip de fiară. Gata să se sacrifice pentru tatăl său, fiica negustorului se întoarce să primească pedeapsa în locul acestuia. Dar Bestia, care se dovedește a fi un prinț fermecat, se indragostește de fată și o cere în casatorie.

## Distribuție
- Jean Marais – Bestia
- Josette Day – Frumoasa
- Michel Auclair – Ludovic
- Mila Parély – Félicie
- Nane Germon – Adélaïde
- Marcel André – Tatăl
- Christian Marquand – un lacheu

## Legături externe
- Beauty and the Beast la Internet Movie Database
- Beauty and the Beast la Metacritic
- Beauty and the Beast la Rotten Tomatoes
- Beauty and the Beast la TCM Movie Database
- Beauty and the Beast la Allmovie